# Сакаї Томоюкі
Сакаї Томоюкі (яп. 酒井 友之, нар. 29 червня 1979, Сайтама) — японський футболіст, півзахисник. Виступав за національну та олімпійську збірні Японії.  

## Виступи за збірну
2000 року дебютував в офіційних матчах у складі національної збірної Японії. Відтоді провів у формі головної команди країни 1 матчі.

## Статистика виступів
| Збірна Японії | Збірна Японії | Збірна Японії |
| Роки          | Ігри          | голи          |
| ------------- | ------------- | ------------- |
| 2000          | 1             | 0             |
| Усього        | 1             | 0             |

## Титули і досягнення
- Чемпіон Японії: 2006
- Володар Кубка Імператора: 2005, 2006
- Володар Суперкубка Японії: 2006

Збірні
- Переможець Юнацького (U-16) кубка Азії: 1994